# Erik Hansson i Aspeboda
Erik Hansson i Aspeboda, död efter 1530, var bergsfogde i Kopparberget på 1520-talet. 
Han var son till Hans Westfal och Birgitta Jeppsdotter Svinhufvud och utsågs av Gustav Vasa till domare 1525-1530 samt var bergsfogde i Kopparberget. Han ägde mark i Aspeboda.